# 本田愛美
本田 愛美（ほんだ まなみ、9月19日 - ）は、日本の女性声優。フリー、埼玉県出身。占星術師としての芸名は、奧宮 みのり。2018年頃に用いていた旧芸名は、本田 真菜実。

## 人物
実家は結構厳しく、アニメといったあまり見たことがなかったが、ある時、映画『ミセス・ダウト』の主演のロビン・ウィリアムズの演技を見て、驚いたという 。職業としての声優があることは知っていたが、その時、初めて「役者ってこんなにもすごい職業なんだ」と思っていたという。吹き替えを務めていた山寺宏一にも圧倒され、特典映像の吹き替えの現場で声だけで心をこめて表現するというプロの仕事を見て、「私もこの世界に入りたい」と思ったという。
両親は猛反対しており、職業としての声優に対して「いつになったら結果が出るの？」と心配していたという。「努力したから報われる、という確約がある世界じゃないから」と言われてたが、色々なワークショップなどに参加したりして、養成所などを探していたという。そこで出会ったのが講師をしていた平松広和で、「この講師のもとで学びたい」と平松が教えていた本田がのちに所属することになるガジェットリンクの附属養成所に入所したという。その後、ガジェットリンクに所属していた。

## 出演

### テレビアニメ
- 日常（2011年、立花みほし）
- 未来日記（2011年、ムルムル）

### OVA
- 未来日記リダイヤル（2013年、ムルムル）

### ゲーム
- 日常（宇宙人）（2011年、立花みほし）
- コズミックブレイク（2012年、イヴ）
- |未来日記 13人目の日記所有者 RE:WRITE（2012年、ムルムル[7]）
- 鬼斬（2013年、茨木童子）
- ティアーズ・トゥ・ティアラII 覇王の末裔（2013年）
- コズミックブレイク2（2015年、フィオナ）

### ラジオ
- ねおぽっど（Neowing：2012年4月2日 - 2013年10月22日）[8][9][10]

### ドラマCD
- 日常の日めくりCDその4（立花みほし）

### ネット番組
- らっきー☆れーさーS 第2回、第3回（ゲスト）

### その他
- 『オリーブ! Believe,"Olive"?』バイラルCM（月之宮スズ）